# Nowa Wieś Kłodzka (przystanek kolejowy)
Nowa Wieś Kłodzka – nieczynny kolejowy przystanek osobowy w Nowej Wsi Kłodzkiej, w gminie Nowa Ruda, w powiecie kłodzkim, w województwie dolnośląskim, w Polsce. Obecnie nie ma na nim peronów. Został wybudowany w 1902, a zlikwidowany około 1934 roku. Ruch na linii biegnącej przez przystanek został zawieszony w 1931 roku.